# Мемориальный дом-музей А. А. Бестужева-Марлинского
Мемориальный дом-музей А. А. Бестужева-Марлинского — музей, расположенный в доме, где в 1830—1834 годы жил писатель-декабрист А. А. Бестужев-Марлинский, переведённый на Кавказ после ссылки в Якутске, куда он был отправлен за участие в восстании на Сенатской площади. Является отделом Дербентского историко-архитектурного и художественного музея-заповедника.

## О музее

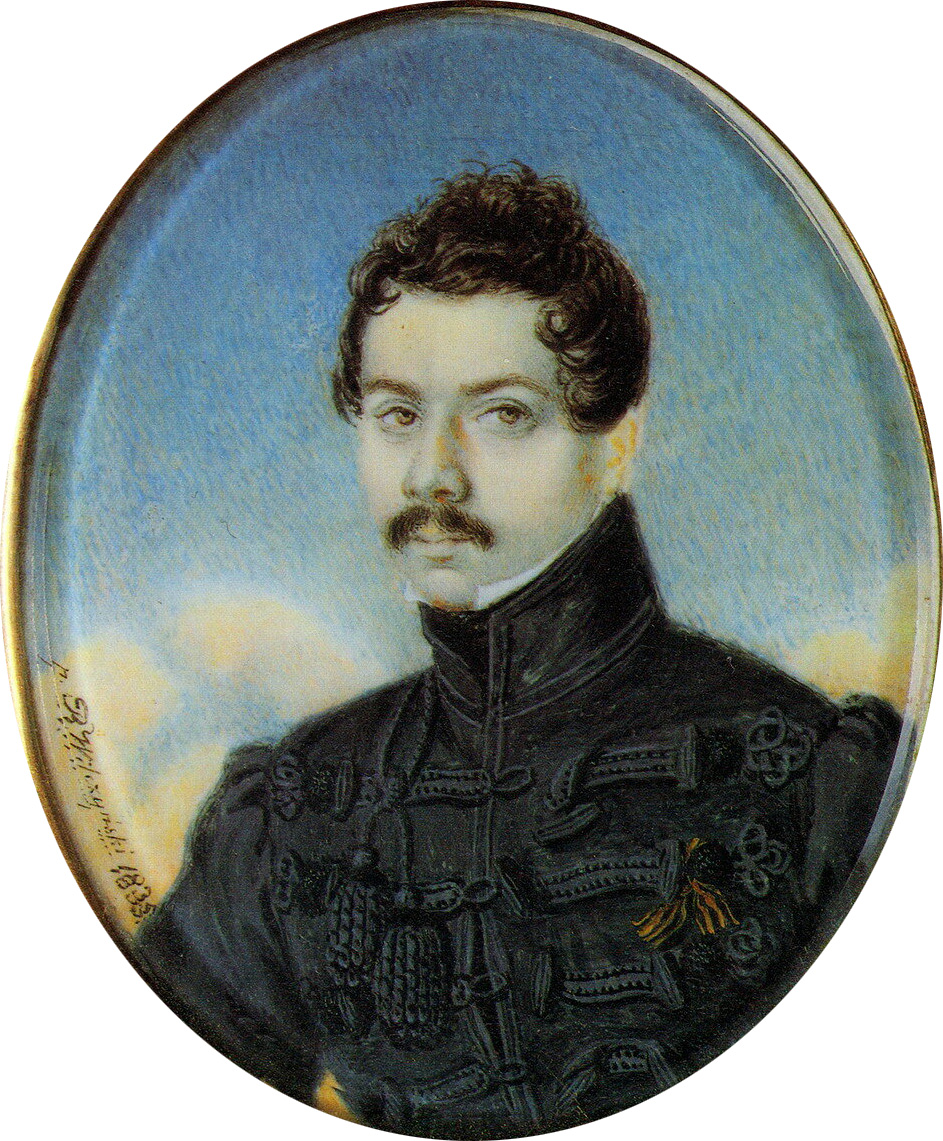
Портрет А. А. Бестужева-Марлинского, 1835

Музей представляет собой мемориальный комплекс, который состоит из каменного двухэтажного дома и дворика, являющийся типичным образцом архитектуры Дербента конца XVIII — начала XIX века, расположенном в старой (мангальной) части города. В этом доме в течение четырёх лет с 1830 по 1834 год прожил ссыльный писатель-декабрист А. А. Бестужев-Марлинский. Сегодня здание музея является памятником федерального значения. На стене дома установлена мемориальная табличка, посвящённая памяти А. А. Бестужева.
После революции дом долгое время находился в частной собственности, пока с инициативой создания в нём музея не выступил директор Дербентского краеведческого музея Пётр Иванович Спасский. В 1941 году здание было выкуплено, однако начавшаяся Великая Отечественная война 19141—1945 гг. отсрочило организацию музея. Долгое время дом пустовал, затем в нём размещалась детская библиотека, а в 1986 году началась реставрация и 12 октября 1988 года музей был открыт.
Экспозиция дома-музея размещается на двух этажах и состоит из четырёх залов. В бывших жилых комнатах воссоздана обстановка комнат Бестужева, где экспонируются как подлинные предметы, которыми пользовался писатель-декабрист (деревянный диванчик, стулья, пианино, конторка), так и предметы быта и хозяйственная утварь, воссоздающая интерьер и убранства жилого дома зажиточного дербентца XIX века.
Отдельный раздел экспозиции музея посвящён музейной и научной деятельности Петра Ивановича Спасского, организатора дома-музея А. А. Бестужева-Марлинского.. 
Уникальным предметом, который экспонируется в музее, является надгробная плита с могилы Ольги Нестерцевой, 19-летней девушки-белошвейки, которую  полюбил А. Бестужев. Ольга погибла в результате несчастного случая в его доме.
Вот что случилось в Дербенте 23 февраля 1833 года. К Бестужеву часто заходила одна молодая девушка, дочь умершего унтер-офицера Нестерцова, которую он скоро глубоко полюбил за ее прекрасную, симпатичную наружность, за ее кроткий нрав и веселый, резвый ум, умевший разгонять его мрачныя думы. Ее звали Ольгой. В роковой вечер она казалась особенно оживленной, много смеялась, резвилась и, наконец, кинувшись на постель Бестужева, нечаянно сронила подушку, под которой лежал заряженный пистолет. В этот миг грянул выстрел, и несчастная, обливаясь кровью, опрокинулась на кровать. Пуля попала ей в грудь и прошла навылет. Она прожила еще несколько часов, исповедалась и приобщилась... Назначено было следствие… Умирающую также допрашивали; она… до последнего вздоха утверждала, что причиною несчастья была она одна…Бестужеву грозило предание суду со всеми его тяжкими последствиями; но его спасителем является старый священник, напутствовавший умирающую… Дело окончилось ничем, —Василий Потто.
Могилу Ольги во время своего путешествия по Кавказу посетил Александр Дюма-отец, который позднее посвятил ей отдельную главу своей книги «Ольга Нестерцова».